# The Voice of Italy - Gli inediti
The Voice of Italy - Gli inediti è la terza compilation legata alla prima edizione di The Voice of Italy; è stata pubblicata il 30 maggio 2013 per la Universal Music.

## Tracce
1. Veronica De Simone – Nati liberi – 3:15 – Team Carrà
2. Timothy Cavicchini – A fuoco – 2:56 – Team Pelù
3. Francesco Guasti – Un giorno in più – 3:37 – Team Pelù
4. Silvia Capasso – Luce – 3:14 – Team Noemi
5. Elhaida Dani – When Love Calls Your Name – 3:42 – Team Cocciante
6. Manuel Foresta – Déjà vu – 2:48 – Team Carrà
7. Cristina Balestriere – Mai più – 3:15 – Team Pelù
8. Danny Losito – Just Can Get Over You – 3:43 – Team Pelù
9. Diana Winter – Voglio fare un errore – 3:28 – Team Noemi
10. Mattia Lever – Avere sedici anni – 3:46 – Team Cocciante
11. Giuseppe Scianna – Il silenzio – 3:12 – Team Noemi

Durata totale: 36:56